# La Ligne d'ombre
La Ligne d’ombre (titre original : The Shadow-Line) est un récit maritime de Joseph Conrad édité en 1917 chez Dent à Londres. La première publication eut lieu en feuilleton dans l'English Review entre septembre 1916 et mars 1917 et aux États-Unis dans le Metropolitan Magazine à partir d'octobre 1916.
Comme plusieurs œuvres de cet auteur, ce texte est considéré comme largement autobiographique et est d’ailleurs sous-titré une confession.  Conrad a dédié son livre à Borys, son fils parti pour la guerre, et à tous les autres qui « ont franchi dans leur prime jeunesse la ligne d’ombre ».

## Résumé
Dans un port d’Extrême-Orient, un marin, aspirant à rentrer chez lui, démissionne soudainement de son poste de second sur un bateau à vapeur.  Un enchaînement de circonstances lui fait accepter le commandement d’un voilier dont le capitaine précédent est mort en mer.  
En arrivant sur son navire, le nouveau capitaine est froidement accueilli par le second, qui ne lui cache pas sa déception d’avoir vu lui échapper le commandement du bateau.  
Peu avant d’appareiller, le second tombe malade mais obtient de faire la traversée malgré son état.  Après quelques jours de navigation, alors que l’absence de vents contraint le navire à une quasi-immobilité, une épidémie de fièvre commence à se propager chez les membres de l’équipage.

## Adaptations
La ligne d'ombre a été portée à l'écran en 1973 par le cinéaste français Georges Franju et en 1976 par le cinéaste polonais Andrzej Wajda.

## Éditions

### En anglais
- Joseph Conrad, The Shadow-Line, New York : Doubleday, Page and Company
- Joseph Conrad, The Shadow-Line, Londres : Dent

### Traductions en français
- La Ligne d'ombre (trad. Hélène et Henri Hoppenot), Gallimard, N.R.F, Paris, 1929
- La Ligne d'ombre (trad. Florence Herbulot), dans Conrad (dir. Sylvère Monod), Œuvres  – IV, Gallimard, Bibliothèque de la Pléiade, 1989